# Lista dos deputados estaduais de Santa Catarina – 6.ª legislatura (1967–1971)
Lista dos deputados estaduais de Santa Catarina - 6ª legislatura (1967 — 1971).

## Composição das bancadas
| Partido | Líder            | Bancada | Posição  |
| ------- | ---------------- | ------- | -------- |
| ARENA   | Evaldo Amaral    | 34 / 45 | Governo  |
| MDB     | Pedro Ivo Campos | 11 / 45 | Oposição |

## Deputados estaduais
| Número | Deputados estaduais eleitos   | Partido | Votação | Percentual | Cidade onde nasceu   | Unidade federativa |
| 11928  | Aldo Pereira de Andrade       | ARENA   | 16.158  |            | Lages                | Santa Catarina     |
| 11681  | Fernando Viegas               | ARENA   | 11.717  |            | Santos               | São Paulo          |
| 15816  | Genir Destri                  | MDB     | 11.567  |            | Joaçaba              | Santa Catarina     |
| 11738  | Fioravante Massolini          | ARENA   | 11.566  |            | Caxias do Sul        | Rio Grande do Sul  |
| 11618  | Nelson Pedrini                | ARENA   | 11.250  |            | Joaçaba              | Santa Catarina     |
| 11674  | Gentil Bellani                | ARENA   | 11.169  |            | Passo Fundo          | Rio Grande do Sul  |
| 11116  | Ivo Reis Montenegro           | ARENA   | 10.907  |            | São José             | Santa Catarina     |
| 11177  | Áureo Vidal Ramos             | ARENA   | 10.741  |            | Lages                | Santa Catarina     |
| 11533  | Antônio Pichetti              | ARENA   | 10.259  |            | Joaçaba              | Santa Catarina     |
| 11947  | Afonso Ghizzo                 | ARENA   | 10.027  |            | Tubarão              | Santa Catarina     |
| 11253  | Waldemar Salles               | ARENA   | 9.961   |            | Tubarão              | Santa Catarina     |
| 11118  | Abel Ávila dos Santos         | ARENA   | 9.948   |            | Tijucas              | Santa Catarina     |
| 11748  | Pedro Colin                   | ARENA   | 9.878   |            | Porto Alegre         | Rio Grande do Sul  |
| 11599  | Mário Olinger                 | ARENA   | 9.792   |            | Brusque              | Santa Catarina     |
| 11915  | João Custódio da Luz          | ARENA   | 9.406   |            | Rio do Sul           | Santa Catarina     |
| 15640  | Pedro Ivo Campos              | MDB     | 9.526   |            | Florianópolis        | Santa Catarina     |
| 11648  | Lecian Slovinski              | ARENA   | 8.947   |            | Cocal do Sul         | Santa Catarina     |
| 11180  | João Bertoli                  | ARENA   | 8.779   |            | Rodeio               | Santa Catarina     |
| 11367  | Hermelino Largura             | ARENA   | 8.728   |            | Blumenau             | Santa Catarina     |
| 11219  | Celso Ivan da Costa           | ARENA   | 8.362   |            | Curitibanos          | Santa Catarina     |
| 11390  | Ademar Garcia Filho           | ARENA   | 8.552   |            | Joinville            | Santa Catarina     |
| 11693  | Lauro Locks                   | ARENA   | 8.274   |            | Braço do Norte       | Santa Catarina     |
| 11529  | Paulo Rocha Faria             | ARENA   | 8.229   |            | Curitiba             | Paraná             |
| 11223  | Epitácio Bittencourt          | ARENA   | 8.226   |            | Imaruí               | Santa Catarina     |
| 11345  | Hélio Carneiro                | ARENA   | 7.715   |            | Porto União          | Santa Catarina     |
| 11682  | Antônio Guglielmi Sobrinho    | ARENA   | 7.654   |            | Morro da Fumaça      | Santa Catarina     |
| 11169  | Celso Ramos Filho             | ARENA   | 7.596   |            | Lages                | Santa Catarina     |
| 11357  | Elgydio Lunardi               | ARENA   | 7.593   |            | Veranópolis          | Rio Grande do Sul  |
| 11185  | Sebastião Neto Campos         | ARENA   | 7.419   |            | Catalão              | Goiás              |
| 11435  | Evaldo Amaral                 | ARENA   | 7.295   |            | Lages                | Santa Catarina     |
| 11337  | Zany Gonzaga                  | ARENA   | 7.284   |            | Porto União          | Santa Catarina     |
| 11347  | Walter Vicente Gomes          | ARENA   | 7.211   |            | São João Batista     | Santa Catarina     |
| 15868  | Evilásio Caon                 | MDB     | 6.909   |            | Vacaria              | Rio Grande do Sul  |
| 11501  | Fernando José Caldeira Bastos | ARENA   | 6.900   |            | Florianópolis        | Santa Catarina     |
| 11887  | Pedro Harto Hermes            | ARENA   | 6.855   |            | Concórdia            | Santa Catarina     |
| 15933  | Fausto Lobo da Silva Brasil   | MDB     | 6.824   |            | Curitiba             | Paraná             |
| 11101  | Angelino Rosa                 | ARENA   | 6.689   |            | Erechim              | Rio Grande do Sul  |
| 11802  | Nilton Kucker                 | ARENA   | 6.595   |            | Itajaí               | Santa Catarina     |
| 15574  | Nilo Belo                     | MDB     | 6.163   |            | Chapecó              | Santa Catarina     |
| 15650  | Manoel Dias                   | MDB     | 6.080   |            | Criciúma             | Santa Catarina     |
| 15883  | Evelásio Vieira               | MDB     | 5.923   |            | Indaial              | Santa Catarina     |
| 15841  | Ivo Luís Knoll                | MDB     | 4.825   |            | Rio do Sul           | Santa Catarina     |
| 15196  | Waldir Luís Buzatto           | MDB     | 4.719   |            | Palmeira das Missões | Rio Grande do Sul  |
| 15975  | Carlos Büchele                | MDB     | 4.671   |            | Tijucas              | Santa Catarina     |
| 15160  | Lourenço Antônio Brancher     | MDB     | 4.625   |            | Capinzal             | Santa Catarina     |